# O2 Academy Birmingham
O2 Academy Birmingham – klub muzyczny o pojemności 3,859 miejsc, znajdujący się w Birmingham w hrabstwie West Midlands.

## Historia
W latach 80. oraz latach 90. klub występował pod nazwą Hummingbird, i znajdował się w centrum Birmingham. W drugiej połowie lat 90., klub przeszedł gruntowny remont i został otwarty ponownie w roku 2000 jako Birmingham Academy. W roku 2002 przeszedł rebranding i funkcjonował pod nazwą Carling Academy Birmingham.
6 listopada 2008 roku, ogłoszono, że O2 nabyło prawa do wszystkich lokali Academy Music Group na zasadzie umowy sponsorskiej na kwotę 22,5 mln funtów. Wówczas nazwę klubu zmieniono na O2 Academy Birmingham.
We wrześniu 2009 klub został przeniesiony do dawnego Dome Nightclub, znajdującego się przy Bristol Street. Wpływ na decyzję przeniesienia klubu, miał fakt chęci organizacji koncertów, dla których potrzebna była nowoczesna sala koncertowa.
W klubie koncertowało wielu artystów z różnych kręgów muzycznych takich jak Queens of the Stone Age, System of a Down, Muse, Kings of Leon, Duran Duran, Diamond Head, Megadeth, Nightwish, Bullet for My Valentine, Amy Winehouse, Eagles of Death Metal, Steve Vai, Rise Against, Alice in Chains, Nick Cave, Serj Tankian, All That Remains, Black Stone Cherry, Maylene and the Sons of Disaster, In Flames, Lamb of God, Marilyn Manson, Machine Head, Halestorm.